# S-Bahn Münsterland
Die S-Bahn Münsterland ist ein Projekt zur Implementierung eines S-Bahn-Netzes und Aufwertung der bestehenden Regionalverkehrsbahnen in der westfälischen Stadt Münster und den umliegenden Kreisen. Die Planungen umfassen neun Linien und wurden 2019 vorgestellt. Eine Fertigstellung ist bis 2035 geplant.

## Planung
Bereits im Frühling 2018 wurde erwogen, eine S-Bahn im Münsterland einzuführen. Dieses Thema wurde auf einer münsterländischen Mobilitätskonferenz angesprochen, an der auch der NRW-Verkehrsminister Hendrik Wüst teilnahm. Am 2. Dezember 2019 stellte der Oberbürgermeister von Münster, Markus Lewe, gemeinsam mit den Landräten der umliegenden Kreise das Projekt vor. Auch die Deutsche Bahn hat zugesagt, sich an dem Projekt zu beteiligen.
Ziel ist es, bis 2030 neun S-Bahnlinien im Münsterland zu schaffen. Das Netz basiert dabei auf den bisherigen Regionalbahn- und Regionalexpresslinien. Außerdem ist die geplante Wiederaufnahme des Personenverkehrs auf der WLE-Strecke Münster–Sendenhorst in der Planung eingeschlossen. Die Taktfrequenz soll auf allen Strecken wenigstens 30 Minuten zuzüglich einer beschleunigten (Regionalexpress-)Verbindung betragen. Ausnahme hiervon sind die Strecke nach Sendenhorst mit einem 20-Minuten-Takt ohne weitere Verbindungen sowie die Strecke nach Dortmund über Lünen, die nur stündlich bedient wird und auch weiterhin werden soll. Dafür soll im Innenstadtbereich von Münster durch die Überlagerungen der Linien ein dichter Takt entstehen. Um die geplanten Angebotserweiterungen zu ermöglichen, müssen an einigen Stellen die Gleisanlagen erweitert werden. Außerdem ist vor allem im Stadtgebiet Münster geplant, neue Haltepunkte zu errichten sowie einzelne bestehende Linien zu verlängern.
Ende Februar 2021 wurde bekannt, dass sich die Realisierung wohl um fünf Jahre bis 2035 verzögern wird. Als Grund wird angegeben, dass das Vorhaben „zu groß“ und die Vorgabe 2030 „unrealistisch“ sei, unter anderem aufgrund der aufwendigen Umbauarbeiten im Hauptbahnhof Münster.

## Linien
Nach den vorgelegten Plänen soll das Netz bis zum Jahr 2035 umgesetzt werden, dabei soll Münster als Zentrum dienen. Die Linien sollen vom Münsteraner Hauptbahnhof aus überwiegend sternförmig ins Umland verlaufen, einige in Form von Durchmesserlinien auch beidseitig weiterführen. Auch die Bahnhöfe Münster Zentrum Nord und Münster-Hiltrup sollen als Knotenpunkte zwischen den Linien und zum Busverkehr dienen, um den Hauptbahnhof zu entlasten.
Geplant sind die folgenden neun Linien:
| Linie | Linie alt | Strecke                          | Laufweg |
| ----- | --------- | -------------------------------- | --- |
| S1    | RB 50     | Bahnstrecke Preußen–Münster      | Münster Hbf – Lünen Hbf – Dortmund Hbf                                                                                              |
| S2    | RE 42     | Bahnstrecke Wanne-Eickel–Hamburg | Münster Hbf – Dülmen – Haltern – Gelsenkirchen Hbf – Essen Hbf                                                                      |
| S3    | RB 63     | Bahnstrecke Empel-Rees–Münster   | Münster Hbf – Havixbeck – Coesfeld                                                                                                  |
| S4    | RB 64     | Bahnstrecke Münster–Enschede     | Münster Hbf – Steinfurt-Burgsteinfurt – Gronau (– Enschede)                                                                         |
| S5    | RB 65     | Bahnstrecke Münster–Rheine       | MS-Hiltrup – Münster Hbf – Greven – Emsdetten – Rheine                                                                              |
| S6    | RB 66     | Bahnstrecke Wanne-Eickel–Hamburg | Münster Hbf – Lengerich – Osnabrück Hbf (eine Weiterführung über Belm nach Vehrte ist geplant)                                      |
| S7    | RB 67     | Warendorfer Bahn                 | Münster Hbf – Warendorf (– Rheda-Wiedenbrück – Bielefeld Hbf)                                                                       |
| S8    | RB 68     | Bahnstrecke Münster–Warstein     | Münster Hbf – Wolbeck – Sendenhorst (geplante Reaktivierung, bis Wolbeck 20-Minuten-Takt, bis Sendenhorst zwei Fahrten pro Stunde)  |
| S9    | RB 69/89  | Bahnstrecke Münster–Hamm         | (Burgsteinfurt –) MS-Zentrum Nord – Münster Hbf – Drensteinfurt – Hamm Hbf (evtl. Weiterführung als RB69/89 nach Bielefeld/Warburg) |

Ergänzend zu den S-Bahn-Linien sollen auf einigen Strecken jeweils einmal stündlich zusätzliche Fahrten verkehren:
- Die Linie RE 13, die von Venlo über Wuppertal und Hagen kommend derzeit in Hamm Hbf endet, soll über Münster Hbf, Burgsteinfurt und Enschede nach Zwolle weitergeführt werden. Die Verlängerung über Hamm hinaus nach Münster sollte nach Plänen des Landes Nordrhein-Westfalen bereits im Dezember 2022 erfolgen.[8] Aufgrund fehlender Finanzierungsmittel konnte die Durchbindung bis Münster Hbf jedoch nicht durchgeführt werden.[9]
- Ebenso soll die Linie RE 14 „Emscher-Münsterland-Express“, die von Essen kommend in Dorsten nach Borken und Coesfeld geflügelt wird, von Coesfeld nach Münster Hbf weitergeführt werden. (statt RB 63 „Baumberge Bahn“) oder zusätzlich zur Taktverbesserung auf der Strecke Münster-Coesfeld dienen mit weniger Stopps als die geplante S 3.
- Ein weiterer Regionalexpress soll auf der Strecke der heutigen RB 67 von Münster Hbf über Warendorf und Rheda-Wiedenbrück nach Bielefeld fahren.

### S1
Die Linie S1 soll die heutige Linie RB 50 ersetzen und Münster Hbf mit Dortmund Hbf verbinden. Eventuell ist auch eine weitere Führung bis nach Gelsenkirchen geplant. Wegen der eingleisigen Abschnitte zwischen Münster und Lünen sollen hier auch weiterhin nur Züge im Stundentakt fahren, ergänzt um die zukünftige RRX-Linie 3, die ebenfalls im Stundentakt verkehren soll.
Folgende Stationen sollen dabei angefahren werden (kursiv: noch nicht vorhanden):
- Münster Hbf – Münster Preußenstadion – Münster-Amelsbüren – Davensberg – Ascheberg (Westf) – Capelle (Westf) – Werne – Lünen Hbf – Lünen Preußen – Dortmund-Derne – Dortmund-Kirchderne – Dortmund Hbf (– Gelsenkirchen)

### S2
Die Linie S2 soll den heutigen RE 42 ersetzen und vom Hauptbahnhof über Dülmen nach Gelsenkirchen und Essen fahren.
Folgende Stationen sollen dabei angefahren werden (kursiv: noch nicht vorhanden):
- Münster Hbf – Münster Preußenstadion – Münster-Geist – Münster-Mecklenbeck – Münster-Albachten – Senden-Bösensell – Nottuln-Appelhülsen – Buldern – Dülmen – Sythen – Haltern am See – Marl-Sinsen – Recklinghausen Hbf – Wanne-Eickel Hbf – Gelsenkirchen Hbf – Essen Hbf

### S3
Die Linie S3 soll die heutige RB 63 ersetzen und vom Hauptbahnhof nach Coesfeld fahren.
Folgende Stationen sollen dabei angefahren werden (kursiv: noch nicht vorhanden):
- Münster Hbf – MS Preußenstadion – Münster-Geist – Münster-Mecklenbeck – Münster-Roxel – Havixbeck – Billerbeck – Lutum – Coesfeld-Schulzentrum – Coesfeld

### S4
Die Linie S4 soll die heutige RB 64 ersetzen und vom Hauptbahnhof bis Gronau (Westf) und stündlich weiter nach Enschede fahren.
Folgende Stationen sollen dabei angefahren werden (kursiv: noch nicht vorhanden):
- Münster Hbf – Münster Zentrum Nord – MS-Kinderhaus – MS-Häger – Altenberge – Nordwalde – Steinfurt-Borghorst – Steinfurt-Grottenkamp – Steinfurt-Burgsteinfurt – Metelen Land – Ochtrup – Gronau (Westf) (– Glanerbrug (NL) – De Eschmarke (NL) – Enschede (NL))

### S5
Die Linie S5 soll die heutige RB 65 ersetzen und von Münster-Hiltrup über den Hauptbahnhof und Münster-Zentrum Nord nach Rheine führen.
Folgende Stationen sollen dabei angefahren werden (kursiv: noch nicht vorhanden):
- Münster-Hiltrup – Münster Preußenstadion – Münster Hbf – Münster Zentrum Nord – Münster-Sprakel – Greven – Reckenfeld – Emsdetten – Rheine-Mesum – Rheine

### S6
Die Linie S6 soll die heutige RB 66 ersetzen vom Hauptbahnhof über Osnabrück Hbf bis nach Vehrte führen.
Folgende Stationen sollen dabei angefahren werden (kursiv: noch nicht vorhanden):
- Münster Hbf – Münster-Handorf/Dorbaum – Westbevern – Ostbevern – Kattenvenne – Lengerich (Westf) – Natrup-Hagen – Hasbergen – Osnabrück Hbf – Belm – Vehrte

Ein Halt der Linie S6 am für die RB 75 „Haller Willem“ geplanten Haltepunkt Osnabrück Rosenplatz ist zunächst nicht vorgesehen.

### S7
Die Linie S7 soll die heutige RB 67 ersetzen und vom Hauptbahnhof über Warendorf und Rheda-Wiedenbrück zum Bielefelder Hbf führen.
Folgende Stationen sollen dabei angefahren werden (kursiv: noch nicht vorhanden):
- Münster Hbf – Münster Danziger Freiheit – Telgte – Warendorf-Einen-Müssingen – Warendorf – Beelen – Clarholz – Herzebrock – Rheda-Wiedenbrück – Gütersloh Hbf – Isselhorst-Avenwedde – Brackwede – Bielefeld Hbf

Inzwischen wurde die „Danziger Freiheit“ und die dazugehörige Bushaltestelle umbenannt.

### S8
Die Linie S8 soll auf der zu reaktivierenden Strecke vom Hauptbahnhof nach Sendenhorst führen. Im Gegensatz zu den übrigen Linien ist hier ein 20-Minuten-Takt bis Wolbeck geplant. Auf der übrigen Strecke bis Sendenhorst ist der Fahrplantakt noch nicht geklärt, hier sollen zwei bis drei Züge pro Stunde fahren (also ein 30- oder 20/40-Minuten-Takt oder durchgehender 20-Minuten-Takt).
Folgende Stationen sollen dabei angefahren werden (kursiv: noch nicht vorhanden):
- Münster Hbf – Halle Münsterland – Münster-Loddenheide – Münster-Gremmendorf – Münster-Angelmodde – Münster-Wolbeck – Sendenhorst-Albersloh – Sendenhorst

### S9
Die Linie S9 soll die heutige Linie RB 89 ersetzen und vom Bahnhof Steinfurt-Burgsteinfurt über Münster Zentrum Nord, Hauptbahnhof und Münster-Hiltrup nach Hamm führen. Eine Weiterführung in Form der heutigen Linie RB89 nach Paderborn ist angedacht, auf jedem zweiten Kurs (im Stundentakt) mit einem Zugteil nach Bielefeld (heutige RB69).
Folgende Stationen sollen dabei angefahren werden (kursiv: noch nicht vorhanden):
- Steinfurt-Burgsteinfurt – Steinfurt-Grottenkamp – Steinfurt-Borghorst – Nordwalde – Altenberge – Münster-Häger – Münster-Kinderhaus – Münster Zentrum Nord – Münster Hbf – Münster Preußenstadion – Münster-Hiltrup – Rinkerode – Drensteinfurt – Mersch (Westf) – Hamm-Bockum-Hövel – Hamm Hbf (– Paderborn)

## Neue Stationen
Als neue Stationen sind geplant:
- Münster Preußenstadion (für die Linien S1, S2, S3, S5 und S9)
- Münster-Geist (für die Linien S2 und S3)
- Münster-Kinderhaus (für die Linien S4 und S9)
- Münster-Handorf/Dorbaum (für die Linie S6)
- Belm (für die Linie S6)
- Vehrte (für die Linie S6)
- Münster-Danziger Freiheit (für die Linie S7)

Außerhalb des S-Bahn-Systems ist auf der RB 51 ebenso die Inbetriebnahme neuer Stationen geplant:
- in Lünen-Alstedde und
- in Dülmen West.

## Streckenelektrifizierungen und alternative Antriebe
Unabhängig von eventuell im Angebotszielkonzept empfohlenen Elektrifizierungen wurde im Sommer 2020 durch den damaligen Landesverkehrsminister Wüst eine Liste vorgestellt, welche Planungen möglicher Elektrifizierungen in ganz Nordrhein-Westfalen enthält. Dies betrifft im Münsterland mehrere Strecken im S-Bahn-Netz, außerdem sind auf einzelnen Verbindungen „alternative Antriebe“ vorgesehen.
| Strecke                     | Linie   | Art der Elektrifizierung | Streckenlänge mit Oberleitung         | Umsetzung bestenfalls bis |
| --------------------------- | ------- | ------------------------ | ------------------------------------- | ------------------------- |
| Münster – Coesfeld          | S3      | alternative Antriebe     | –                                     | 12/2025                   |
| Münster – Gronau/Enschede   | S4      | Oberleitung              | 58,4 km                               | 12/2028                   |
| Münster – Rheda-Wiedenbrück | S7      | alternative Antriebe     | –                                     | 12/2025 oder 12/2027      |
| Münster – Sendenhorst       | S8      | alternative Antriebe     | –                                     | 12/2025                   |
| Dortmund – Gronau/Enschede  | RB/RE51 | Oberleitungsinsel        | 22,4 km (Abschnitt Dülmen – Coesfeld) | 12/2028                   |
| Dorsten – Coesfeld/Borken   | RE14    | alternative Antriebe     | Insel im Bahnhof Coesfeld             | 12/2028                   |

Abweichend von den Angaben in Wüsts Tabelle wird die Reaktivierung und damit auch die Umsetzung alternativer Antriebe auf der Strecke Münster–Sendenhorst erst 2025 fertig.